# Glenn Rupertus
Glenn Richard Rupertus (ur. 26 lipca 1964 w Wetaskiwin) – kanadyjski biathlonista. W Pucharze Świata zadebiutował 24 stycznia 1985 roku w Anterselvie, gdzie zajął 39. miejsce w biegu indywidualnym. Pierwsze punkty (do sezonu 1997/1998 punktowało tylko 25. najlepszych zawodników) zdobył jednak sześć lat później, 26 stycznia 1991 roku w tej samej miejscowości, zajmując 25. miejsce w sprincie. Nigdy nie stanął na podium zawodów pucharowych. Najlepsze wyniki osiągnął w sezonie 1992/1993, kiedy zajął 46. miejsce w klasyfikacji generalnej. W 1985 roku wystartował na mistrzostwach świata w Ruhpolding, gdzie zajął 72. miejsce w sprincie. Zajął też między innymi piąte miejsce w biegu drużynowym i 26. miejsce w biegu indywidualnym podczas mistrzostw świata w Borowcu w 1993 roku. W 1988 roku wystartował na igrzyskach olimpijskich Calgary, zajmując, 34. miejsce w biegu indywidualnym i sprincie raz 15. miejsce w sztafecie. Na rozgrywanych cztery lata później igrzyskach w Albertville był między innymi dwudziesty w biegu indywidualnym i dziesiąty w sztafecie. Brał też udział w igrzyskach olimpijskich w Lillehammer w 1994 roku, gdzie zajął 49. miejsce w biegu indywidualnym i 62. miejsce w sprincie.

## Osiągnięcia

### Igrzyska olimpijskie
| Rok  | Miejscowość | Konkurencje | Konkurencje | Konkurencje | Konkurencje | Konkurencje | Konkurencje | Konkurencje |
| Rok  | Miejscowość | IN          | SP          | PU          | MS          | RL          | MR          | SR          |
| ---- | ----------- | ----------- | ----------- | ----------- | ----------- | ----------- | ----------- | ----------- |
| 1988 | Calgary     | 34.         | 34.         | nd.         | nd.         | 15.         | nd.         | –           |
| 1992 | Albertville | 20.         | 52.         | nd.         | nd.         | 10.         | nd.         | –           |
| 1994 | Lillehammer | 49.         | 62.         | nd.         | nd.         | –           | nd.         | –           |

### Mistrzostwa świata
| Rok  | Miejscowość | Konkurencje | Konkurencje | Konkurencje | Konkurencje | Konkurencje | Konkurencje | Konkurencje |
| Rok  | Miejscowość | IN          | SP          | PU          | MS          | RL          | MR          | SR          |
| ---- | ----------- | ----------- | ----------- | ----------- | ----------- | ----------- | ----------- | ----------- |
| 1985 | Ruhpolding  | –           | 72.         | nd.         | nd.         | –           | nd.         | –           |
| 1986 | Oslo        | 67.         | 40.         | nd.         | nd.         | 17.         | nd.         | –           |
| 1987 | Lake Placid | 59.         | 43.         | nd.         | nd.         | 11.         | nd.         | –           |
| 1989 | Feistritz   | 35.         | 30.         | nd.         | nd.         | 16.         | nd.         | –           |
| 1990 | Mińsk/Oslo  | 51.         | –           | nd.         | nd.         | –           | nd.         | –           |
| 1991 | Lahti       | –           | 54.         | nd.         | nd.         | 15.         | nd.         | –           |
| 1993 | Borowec     | 26.         | 32.         | nd.         | nd.         | 17.         | nd.         | –           |
| 1997 | Osrblie     | 83.         | 52.         | –           | nd.         | 21.         | nd.         | –           |
| 1999 | Kontiolahti | –           | 73.         | –           | –           | –           | nd.         | –           |

### Puchar Świata

#### Miejsca w klasyfikacji generalnej
| Sezon     | Miejsce |
| --------- | ------- |
| 1984/1985 | -       |
| 1985/1986 | -       |
| 1986/1987 | -       |
| 1987/1988 | -       |
| 1988/1989 | -       |
| 1990/1991 | 74.     |
| 1991/1992 | ?       |
| 1992/1993 | 46.     |
| 1993/1994 | -       |
| 1994/1995 | -       |
| 1996/1997 | -       |
| 1997/1998 | 77.     |
| 1998/1999 | -       |
| 1999/2000 | -       |

#### Miejsca na podium chronologicznie
Rupertus nigdy nie stanął na podium zawodów PŚ.